# Brassica taurica
Brassica taurica là một loài thực vật có hoa trong họ Cải. Loài này được (Tzvelev) Tzvelev mô tả khoa học đầu tiên.